# Матвеева-Парцхаладзе, Леся Сергеевна
Ле́ся Серге́евна Матве́ева (дев. Леся Матвеева; род. 8 января 1983 года, г. Киев) — практический психолог, психоаналитик, консультант по личностному развитию и эффективности, член Украинской Ассоциации Психоанализа, консультант-психоаналитик Центра психотерапии Татьяны Писаренко, эксперт и телеведущая канала «1+1». Ведущая и эксперт программы “Не бреши мені” на телеканале LIVE. Специалист по модификации образа жизни, член комитета психологической безопасности бизнеса в АПКБУ (Ассоциация Профессионалов Безопасности Украины), блогер и колумнист.

## Биография
Леся Матвеева родилась 8 января 1983 года в Киеве. Отец — Матвеев Сергей Валентинович, мать — Матвеева Елена Валерьевна. С детства благодаря дедушке Матвееву Валентину Владимировичу, доктору физико-математических наук, увлекалась математикой, физикой и астрономией.
Сначала Леся училась в школе № 51 г. Киева. В 1996 году по задумке родителей уехала в США, где получила опыт жизни в другой языковой и социальной среде. В американской школе она изучала английский язык, а также математику и историю. В Киев вернулась в 1998 году и среднее образование заканчивала в школе № 86 (ныне — гимназия «Консул»).
Первое высшее образование Леся Матвеева получила в Киевском университете права им. В. М. Корецкого. В университете одним из её любимых предметов была криминалистика — нравилась систематизация знаний и необходимость тщательно анализировать различные ситуации. Тогда же она впервые серьёзно увлеклась психологией и судебной психиатрией в поисках понимания причин криминального поведения и поступков людей.

## Профессиональная деятельность
В 2008 году решила заниматься психологией профессионально и поступила в Международный институт глубинной психологии (МИГП), посещала лекции и семинары известных практиков. В 2011 году получила диплом практического психолога по специальности «психоанализ».
После окончания МИГП Леся начала частную практику. Разработала авторский курс (лекции и факультативы) «Теория объектных отношений», который в течение трёх лет читала в МИГП. Параллельно в 2013-м году поступила в магистратуру гуманитарных и социальных наук совместного проекта МИГП, университета им. М. П. Драгоманова и Университета г. Ниццы.
В 2016-м году подала документы и поступила в докторантуру университета имени Зигмунда Фрейда (Вена). С 2020 года проходит обучение в Киевском Институте Современной Психологии и Психотерапии, специальность «психология», подготовка по программе «клиническая психология»
Консультирует в частном порядке, а также регулярно пишет статьи для нескольких украинских изданий.

### Работа на ТВ
Ещё в университете снялась в нескольких рекламных роликах.
В 2004-м году приняла участие в конкурсе «Мисс Украина 2004», где выиграла главный приз. В том же году она стала ведущей прогноза погоды на канале «Интер», годом позже — журналистом вечерних новостей с сюжетами о культурных мероприятиях.
В 2004—2005 годах Леся попробовала себя в качестве актрисы, снявшись в сериалах «Исцеление любовью» и «Торгаши».
После рождения первого ребёнка на ТВ-проекты вернулась уже в совершенно другом качестве — как приглашенный эксперт по вопросам психологии. Одним из таких проектов стал «Одруження наосліп» на канале «1+1», куда её пригласили в 2015-м году. В проекте о сложных человеческих судьбах и отношениях мужчины и женщины Леся стала консультантом и ведущей.
С сентября 2021 года стала ведущей и экспертом программы “Не бреши мені” на телеканале LIVE, в которой вместе с психотерапевтом Спартаком Субботой по мимике и жестам раскрывает ложь известных людей. 

## Семья
В 2006 году вышла замуж за Льва Парцхаладзе. В 2007 родила сына Егора, в 2010 — дочь Ангелину. В 2016 году пара развелась.
С 2020 года Леся Матвеева пребывает в браке с Валерием Созановским, воспитывает от него дочь - Александру.

## Образование
1999—2004 — Киевский университет права им. В. М. Корецкого Национальной Академии Наук Украины, специалист, юрист-правовед (специализация: предпринимательское право)
2008—2011 — Международный институт глубинной психологии. Специальность: практический психолог (психоаналитик)
2013 — начало магистратуры гуманитарных и социальных наук, совместный проект университета г. Ниццы — Софии Антиполис, Международного института глубинной психологии и Национального педагогического университета им. М. П. Драгоманова. Специализация: клиническая психология.
2016 — начало докторантуры в университете им. Зигмунда Фрейда (Вена).
2020 – начало обучения в Киевском Институте Современной Психологии и Психотерапии, специальность «психология», подготовка по программе «клиническая психология»
Прошла ряд обучающих семинаров и специализированных курсов в области психоанализа и психотерапии у ведущих специалистов Европы, России и США.

## Увлечения
Систематически занимается спортом, рано встает, соблюдает здоровый образ жизни, основываясь на знании о тесной связи тела и психики. Любит путешествовать, смотреть фильмы (и разбирать с точки зрения психоанализа). С детства увлекается астрофизикой. Играет на барабанах.